# Randy Weston
Randy Weston (Brooklyn vagy New York, 1926. április 6. – Brooklyn, 2018. szeptember 1.) amerikai dzsesszzongorista, zeneszerző. Weston stílusa Duke Ellington és Thelonious Monk hatását tükrözi, akiket egy 2018-as videóban megemlített, csakúgy, mint Count Basie, Nat King Cole és Earl Hines hatását.
Weston, akit „Amerika afrikai zenei nagyköveteként” emlegetnek, egyszer valahol azt mondta: amit csinálok, azt azért csinálom, hogy mindenkit megtanítsak a kulturánkra. Valójában Afrikáról és a zenéjéről van szó.

## Pályafutása
Randy Weston hallotta játszani a korai dzsessz óriásait, Count Basie-t, Nat King Cole-t, Art Tatumot és Duke Ellingtont.
Randy Weston első felvétele 1954-ben jelent meg a Riverside Records. Az 1950-es években New Yorkban játszott Cecil Payne-nel és Kenny Dorhammel, és megírta sokak által legkedveltebb dallamait, a „Saucer Eyes”, a „Pam's Waltz”, a „Little Niles”. Legnagyobb slágere, a „Hi-Fly” volt.
Randy Weston soha nem mulasztotta el hangsúlyozni kapcsolatát az afrikai és az amerikai zene között. Ezt nagyrészt apjának, Frank Edward Westonnak köszönheti, aki azt mondta a fiának, hogy ő amerikai születésű afrikai. „Azt kellett tanulnom magamról, az apámról és a nagyszüleimről, hogy ennek egyetlen módja az volt, hogy egy napon vissza kell mennem az anyaországba.”
Az 1960-as évek végén Weston elhagyta az országot. Afrikába ment. Weston első találkozása afrikai zenészekkel a nigériai Lagosban volt. Aztán 18 afrikai országban utazott és játszott. Bár Marokkóban telepedett le, beutazta az egész kontinenst. Fellépett Marokkóban, Tunéziában, Togóban, Elefántcsontparton és Libériában.
Weston élete során több mint ötven felvételt készített, amelyek közül a leghíresebbek közé tartozik az „African Cookbook”, a „Little Niles”, a „Blue Moses”, a „Berkshire Blues”, az „Uhuru Africa”, „Tanjah” és „Carnaval”. A műveit olyan zenészekkel rögzítette, mint Max Roach, Monty Alexander, Dexter Gordon, Jimmy Heath, Kenny Burrell, Abbey Lincoln, Bobby Hutchinson, Lionel Hampton és Cannonball Adderley.
Randy Weston hat évtizednyi munkássága alatt a világ egyik legkiválóbb zongoristája és zeneszerzője volt. Afrika hatalmas ritmikai örökségét is felölelő alkotásai ma inspirálnak.

## Albumok

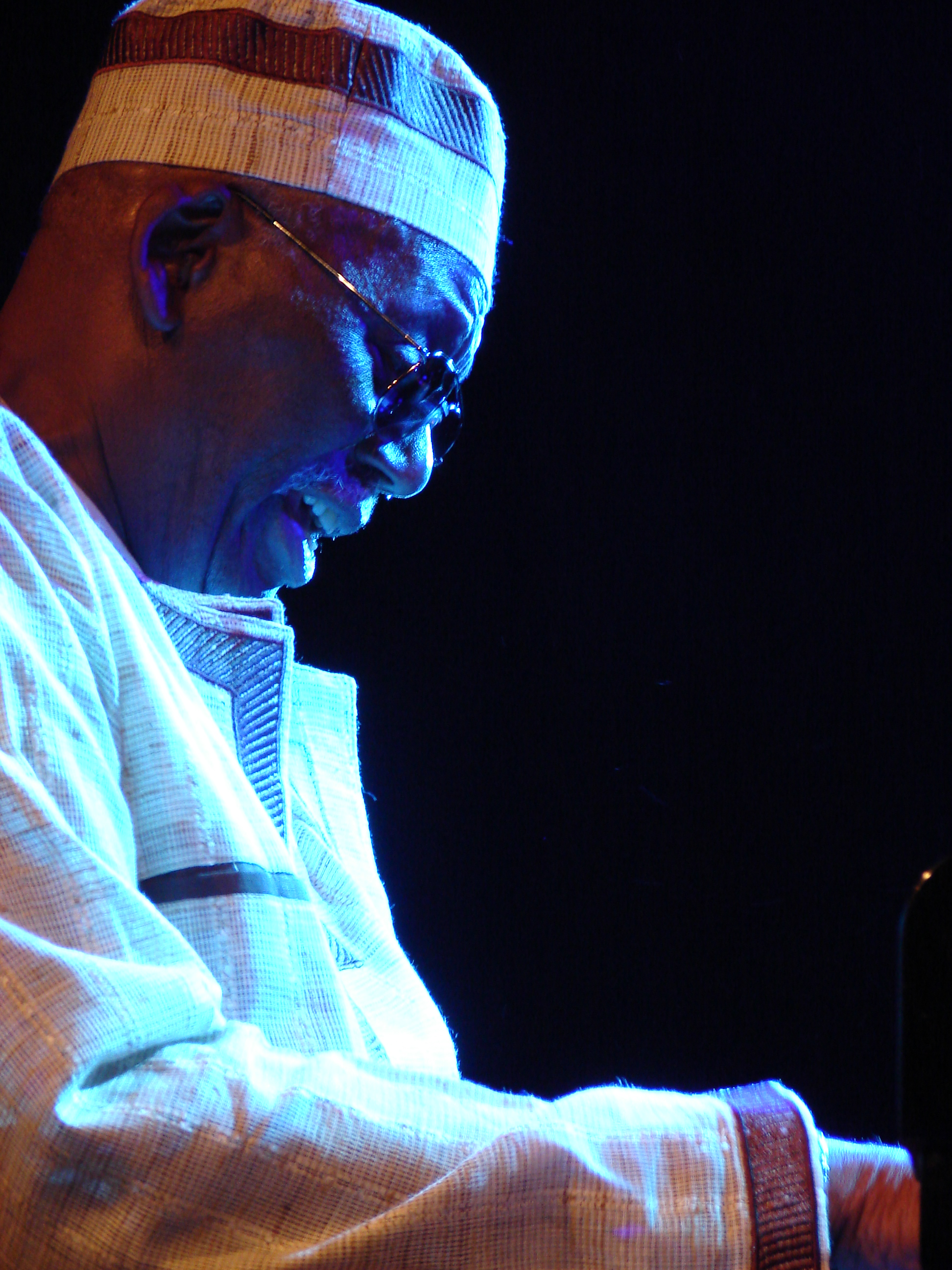
Randy Weston, 1984

- 1954: Cole Porter in a Modern Mood
- 1955: The Randy Weston Trio
- 1955: Get Happy with the Randy Weston Trio
- 1956: With These Hands...
- 1955–56: Trio and Solo (includes all tracks on The Randy Weston Trio)
- 1956: Jazz à la Bohemia
- 1956: The Modern Art of Jazz by Randy Weston
- 1957: Piano á la Mode
- 1958: New Faces at Newport
- 1959: Little Niles
- 1959: Destry Rides Again
- 1959: Live at the Five Spot
- 1960: Uhuru Afrika
- 1963: Highlife
- 1964: Randy (later released as African Cookbook)
- 1965: Berkshire Blues
- 1964–65: Blues
- 1966: Monterey '66
- 1969: African Cookbook
- 1969: Niles Littlebig
- 1972: Blue Moses
- 1973: Tanjah
- 1974: Carnival
- 1974: Informal Solo Piano
- 1975: Blues to Africa
- 1975: African Nite
- 1975: African Rhythms
- 1976: Randy Weston Meets Himself
- 1976: Perspective
- 1978: Rhythms-Sounds Piano
- 1984: Blue
- 1987: The Healers
- 1989: Portraits of Thelonious Monk: Well You Needn't
- 1989: Portraits of Duke Ellington: Caravan
- 1989: Self Portraits: The Last Day
- 1991: The Spirits of Our Ancestors
- 1992: Marrakech in the Cool of the Evening
- 1992: The Splendid Master Gnawa Musicians of Morocco
- 1993: Volcano Blues
- 1995: Saga
- 1997: Earth Birth (featuring Montreal String Orchestra)
- 1998: Khepera
- 1999: Spirit! The Power of Music
- 2002: Ancient Future
- 2003: Live In St. Lucia
- 2004: Nuit Africa
- 2006: Zep Tepi
- 2009: The Storyteller
- 2013: The Roots of the Blues
- 2017: The African Nubian Suite
- 2018: Sound — Solo Piano

## Filmek
- Randy Weston az IMDb-n

## Díjak
- 1997: Order of Arts and Letters, France
- 1999: Swing Journal Award, Japan
- 2000: Black Star Award, Arts Critics and Reviewers Association of Ghana
- 2001: NEA Jazz Masters[8]
- 2006: Honorary degree, Brooklyn College, City University of New York
- 2011: Guggenheim Fellowship award
- 2011: Honored by King Mohammed VI of Morocco for "lifelong engagement with Morocco and deep commitment to bringing Morocco's Gnaoua music tradition to the attention of the Western world"
- 2013: Honorary degree, New England Conservatory of Music
- 2014: Doris Duke Artist Award
- 2014: JJA Jazz Award, Trio or Duo of the Year: Randy Weston – Billy Harper
- 2015: JJA Jazz Award, Lifetime Achievement in Jazz[9]
- 2016: Malcolm X Black Unity award, National Association of Kawaida Organizations (NAKO) with the International African Arts Festival (IAAF)
- 2016: Down Beat Hall of Fame
- 2016: United States Artists Fellowship Award
- 2017: National Jazz Museum in Harlem Legends Award